# Juana la Loca
Juana la Loca és una pel·lícula de cinema espanyola dirigida per Vicente Aranda, basada en la història d'amor i gelosia de Joana I de Castella, sobreanomenada "La boja" i Felip el Bell. Remake de la pel·lícula Locura de amor dirigida per Juan de Orduña en 1948.

## Sinopsi
Laredo, 22 d'agost de 1496. Una flota parteix amb destinació a Flandes. El seu objectiu és conduir a la infanta Joana de Castella a la cort de Brussel·les, on contraurà matrimoni amb el qual més tard serà conegut a Espanya com Felip el Bell. La trobada és fulgurant. A penes mirar-se, neix entre ells un desig i una atracció incontrolables que fan que s'oblidin de les seves obligacions polítiques i s'abandonin a ells. No obstant això, la destinació té altres plans per a ells: les morts dels seus germans majors i de la seva mare, Isabel la Catòlica, converteixen a la infanta Joana en reina de Castella i hereva de la Corona d'Aragó. Aquests esdeveniments desembocaran en dues batalles: una política, entre la noblesa flamenca i la castellana, l'altra, molt més dolorosa, serà la que lliure Joana la Boja al llit conjugal.

## Estructura de la pel·lícula
La pel·lícula es presenta en forma d'un racconto que parteix amb la reina ja anciana, poc abans de la seva mort. A partir d'aquí ens trasllada fins a la joventut de Juana, abans de casar-se amb Felipe, per a abordar després el seu matrimoni i la infelicitat que li produeix, al no sentir-se desitjada pel seu marit que prefereix a altres dones.
La desesperació de Juana es reflecteix en moltes de les escenes de la pel·lícula, en alguns moments amb imatges poderoses, com la que es produeix amb la protagonista cridant de desesperació sota una pluja intensa.

## Banda sonora
La música de la pel·lícula està composta per José Nieto músic imprescindible al cinema de Vicente Aranda des que treballaren plegats a El Lute: camina o revienta. Inicialment va pensar a prendre com a referència per al seu treball la música composta per Juan Quintero per a Locura de amor, però a mesura que avançava el projecte es va adonar que l'enfocament de la pel·lícula requeria un tipus de registre musical diferent.
A causa d'això va decidir utilitzar sons greus, eliminant de l'orquestra instruments com els violins, perquè la banda sonora proporcionés a l'espectador una sensació més fosca.

## Repartiment
- Pilar López de Ayala - Juana de Castilla
- Daniele Liotti - Felip d'Habsburg (doblatge de Guillermo Romero)
- Manuela Arcuri (Aixa/Beatriz)
- Eloy Azorín (Álvaro de Estúñiga)
- Giuliano Gemma (Senyor de Veyre)
- Roberto Álvarez (Alfonso Enríquez, almirall de Castella)
- Rosana Pastor (Elvira)
- Guillermo Toledo (Capità Corrales)
- Susi Sánchez (Isabel la Catòlica)
- Chema de Miguel (Juan Manuel, senyor de Belmonte)
- Andrés Lima (Diego López Pacheco, marquès de Villena)
- Cipriano Lodosa (Marliano)
- Carolina Bona (Inés)
- Héctor Colomé (Ferran el Catòlic)
- Jorge Monje (Hernán)
- Sol Abad (Mucama)
- Fernández Abilio (veu de narració)
- Eva Zapico (Lady Zapico)

## Rodatge
La pel·lícula va ser rodada en molts llocs històrics d'Espanya, Portugal i Itàlia, entre ells:
- Burgos
- Lleó,
- Toledo
- Guimarães
- Xàbia (Alacant)
- Sigüenza (Guadalajara)

## Premis
XVI Premis Goya
| Categoria                        | Persona                                     | Resultat   |
| -------------------------------- | ------------------------------------------- | ---------- |
| Millor pel·lícula                | Millor pel·lícula                           | Candidata  |
| Millor director                  | Vicente Aranda                              | Candidat   |
| Millor actriu protagonista       | Pilar López de Ayala                        | Guanyadora |
| Millor actriu de repartiment     | Rosana Pastor                               | Candidata  |
| Millor música original           | José Nieto                                  | Candidat   |
| Millor fotografia                | Paco Femenía                                | Candidat   |
| Millor muntatge                  | Teresa Font                                 | Candidata  |
| Millor direcció artística        | Josep Rosell                                | Candidat   |
| Millor direcció de producció     | Carlos Bernases                             | Candidat   |
| Millor vestuari                  | Javier Artiñano                             | Guanyador  |
| Millor maquillatge i perruqueria | Mercedes Guillot Miguel Sesé                | Guanyadors |
| Millor so                        | David Calleja Daniel Fontrodona James Muñoz | Candidats  |

Medalles del Cercle d'Escriptors Cinematogràfics
| Categoria     | Persona              | Resultat |
| ------------- | -------------------- | -------- |
| Millor actriu | Pilar López de Ayala | Ganadora |

Fotogramas de Plata 2001
- Millor actriu de cinema per Pilar López de Ayala.

Festival Internacional de Cinema de Sant Sebastià 2001
- Conquilla de Plata a la millor actriu per Pilar López de Ayala.[8]